# Margareta Karlsson
Margareta Karlsson, ursprungligen Danielsson, född 6 december 1942, är en svensk moderat, tidigare socialdemokratisk politiker, och skolledare. Hon valdes till kommunstyrelsens ordförande i Karlskoga kommun 1998 och till ordförande i Svenska Kanotförbundet.

## Uppväxtåren
Margareta Karlsson växte upp på landsbygden, norr om Karlskoga, i Rosensjö. Hon utbildade sig till lågstadielärare och arbetade på flera olika skolor i Karlskoga. Efter en tid som lärare blev hon ersättare till rektor Gunnar Rosbro på Rävåsskolan.

## Politisk karriär
Karlsson blev politiskt aktiv, i samband med att hon axlade rektorsjobbet på Rävåsskolan, som ersättare i tekniska nämnden.
Karlsson var kommunstyrelsens ordförande i Karlskoga kommun åren 1998–2006, som den dittills enda kvinnan i den funktionen. Hon företräddes av Sven Gadde och efterträddes av Bengt Johansson. Karlsson lämnade det socialdemokratiska partiet 2010. Efter avslutad politisk karriär valdes hon till ordförande i Svenska Kanotförbudet.
Karlsson återvände dock till den politiska spelplanen år 2018, efter att ha blivit tillfrågad av Tony Ring. I samband med återvändandet bytte hon partipolitisk tillhörighet till Moderaterna. År 2019 blev hon vald till ordförande i socialnämnden i Karlskoga kommun.